# Чобанов Марлен Бургандінович
Марлен Бургандінович Чобанов (нар. 10 жовтня 2000) — український футболіст, захисник «Оболонь-Бровара-2».

## Життєпис
Вихованець столичних «Арсеналу» та РВУФК. У 2018 році приєднався до «Оболонь-Бровара». За другу команду пивоварів дебютував 27 липня 2019 року в переможному (1:0) виїзному поєдинку групи А Другої ліги проти вишгородського «Діназу». Марлен вийшов на поле в стартовому складі та відіграв увесь матч. Станом на 24 жовтня 2019 року зіграв 14 матчів у Другій лізі.